# Inmigración sueca en México
La comunidad sueca en México tiene entre sus miembros a escritores, empresarios, comerciantes, actores y actrices. Se han establecido principalmente en la Ciudad de México, Puebla, Toluca, Reynosa, Monterrey, Querétaro y San Luis Potosí. Según el censo del año 2020 del INEGI, hay 450 suecos residiendo en México. Siendo la comunidad nórdica más grande del país.
En la Ciudad de México reside la mayor concentración sueca en México, otros han preferido establecerse en zonas playa donde han abierto restaurantes y hoteles pequeños, así como comercios para el turismo. La inmigración sueca no es numerosa como en otros países latinoamericanos, pero en años reciente ha aumentado la emigración hacia México, donde el principal atractivo es la búsqueda de la inversión y el establecimiento de industria sueca, sobre todo desde la llegada de IKEA a México en 2021 y las decenas de ciudadanos suecos que llegaron a trabajar en ella.

## Flujos Migratorios
| 1990 | 566 |
| 2000 | 425 |
| 2010 | 633 |
| 2020 | 450 |

Fuente: Estadísticas históricas de México 2009